# Kaligondang (Kaligondang)
Kaligondang is een bestuurslaag in het regentschap Purbalingga van de provincie Midden-Java, Indonesië. Kaligondang telt 2647 inwoners (volkstelling 2010).